# Ron Estes
Ron Estes, född 19 juli 1956 i Topeka i Kansas, är en amerikansk republikansk politiker. Han är ledamot av USA:s representanthus sedan 2017.
Estes avlade sin masterexamen vid Tennessee Technological University i Cookeville. Efter studierna var han verksam som jordbrukare och affärsman. Han var Kansas finansminister 2011–2017. I april 2017 besegrade han demokraten James Thompson i fyllnadsvalet till USA:s representanthus.